# Sauce napolitaine
À Naples, la sauce napolitaine est désignée sous le nom de la salsa, ce qui traduit littéralement par « la sauce ». Elle peut être agrémentée de basilic, de laurier, de thym, d'origan, de grains de poivre, de clous de girofle, d'olives et de champignons selon les préférences. Certaines variantes incluent des carottes et du céleri.
En dehors de l'Italie, une sauce napolitaine est toute recette de sauce à base de tomates, plus ou moins inspirée de la cuisine italienne, souvent servie avec des pâtes.
En dehors de l'Italie, la sauce de base est végétarienne, bien qu'il soit possible d'y ajouter de la viande comme du bœuf haché ou de la saucisse. Cependant, en Italie, la sauce désignée sous le nom de Naples est communément connue sous l'appellation de ragù napolitain.